# Monturque
Monturque település Spanyolországban, Córdoba tartományban. Monturque Aguilar de la Frontera, Montilla, Cabra, Lucena és Moriles községekkel határos. Lakosainak száma 1933 fő (2024).

## Népesség
A település népessége az elmúlt években az alábbi módon változott:
| Lakosok száma | 1981 | 1995 | 2001 | 2021 | 2001 | 1995 | 1981 | 1958 | 1948 | 1933 |
|               | 2001 | 2004 | 2006 | 2009 | 2011 | 2014 | 2016 | 2019 | 2021 | 2024 |